# OSR1
OSR1 (англ. Odd-skipped related transciption factor 1) – білок, який кодується однойменним геном, розташованим у людей на короткому плечі 2-ї хромосоми.  Довжина поліпептидного ланцюга білка становить 266 амінокислот, а молекулярна маса — 29 611.
| 10         |  | 20         |  | 30         |  | 40         |  | 50         |
| ---------- |  | ---------- |  | ---------- |  | ---------- |  | ---------- |
| MGSKTLPAPV |  | PIHPSLQLTN |  | YSFLQAVNGL |  | PTVPSDHLPN |  | LYGFSALHAV |
| HLHQWTLGYP |  | AMHLPRSSFS |  | KVPGTVSSLV |  | DARFQLPAFP |  | WFPHVIQPKP |
| EITAGGSVPA |  | LKTKPRFDFA |  | NLALAATQED |  | PAKLGRGEGP |  | GSPAGGLGAL |
| LDVTKLSPEK |  | KPTRGRLPSK |  | TKKEFVCKFC |  | GRHFTKSYNL |  | LIHERTHTDE |
| RPYTCDICHK |  | AFRRQDHLRD |  | HRYIHSKEKP |  | FKCQECGKGF |  | CQSRTLAVHK |
| TLHSQVKELK |  | TSKIKC     |  |            |  |            |  |            |

A: Аланін

C: Цистеїн

D: Аспарагінова кислота

E: Глутамінова кислота

F: Фенілаланін

G: Гліцин

H: Гістидин

I: Ізолейцин

K: Лізин

L: Лейцин

M: Метіонін

N: Аспарагін

P: Пролін

Q: Глутамін

R: Аргінін

S: Серин

T: Треонін

V: Валін

W: Триптофан

Задіяний у таких біологічних процесах як транскрипція, регуляція транскрипції. 
Білок має сайт для зв'язування з іонами металів, іоном цинку. 
Локалізований у ядрі.